# Liste der Eingemeindungen in die Stadt Möckern
Mit dem Abschluss der Eingemeindungen in die Stadt Möckern am 1. September 2010 ist die Stadt die flächenmäßig viertgrößte Stadt Deutschlands und die zweitgrößte Stadt Deutschlands, die nicht zugleich ein Land ist.
In der ersten Tabelle stehen alle ehemaligen Gemeinden, die direkt nach Möckern eingemeindet wurden. Die ehemalige Gemeindefläche ist oft nicht nachweisbar. Die Gemeinden, die am selben Tag eingemeindet wurden, werden in alphabetischer Reihenfolge aufgeführt.
In der zweiten Tabelle stehen die ehemals selbständigen Gemeinden in alphabetischer Reihenfolge, die (zunächst) nicht in die Stadt Möckern, sondern in eine andere Gemeinde eingegliedert wurden.

## Eingemeindungen in die Stadt Möckern
Am 30. September 1928 wurde aus dem Gutsbezirk Amt Möckern das Vorwerk Dalchau mit der Landgemeinde Dalchau, das Vorwerk Zeddenick mit der Landgemeinde Zeddenick und der danach verbleibenden Rest vom Gutsbezirk Amt Möckern mit der Stadt Möckern vereinigt.
Eingemeindet wurden 1950 Lühe, 2002 vier Gemeinden, 2003 Büden und Ziepel, 2004 Hohenziatz, 2007 Zeppernick, 2008 Theeßen, 2009 elf Gemeinden und 2010 sieben.
| Ehemalige Gemeinde | Datum      | Zuwachs in ha |
| ------------------ | ---------- | ------------- |
| Lühe               | 20.07.1950 | ?             |
| Friedensau         | 01.01.2002 | ?             |
| Stegelitz          | 01.01.2002 | ?             |
| Wörmlitz           | 01.01.2002 | ?             |
| Lübars             | 01.07.2002 | ?             |
| Büden              | 01.01.2003 | ?             |
| Ziepel             | 01.01.2003 | ?             |
| Hohenziatz         | 01.01.2004 | ?             |
| Zeppernick         | 01.01.2007 | 3362,00       |
| Theeßen            | 19.01.2008 | 2204,08       |
| Dörnitz            | 01.01.2009 | 1736,74       |
| Hobeck             | 01.01.2009 | 1744,67       |
| Küsel              | 01.01.2009 | 3189,02       |
| Loburg             | 01.01.2009 | 4438,87       |
| Rosian             | 01.01.2009 | 2950,99       |
| Schweinitz         | 01.01.2009 | 3580,83       |
| Tryppehna          | 01.01.2009 | 1066,10       |
| Wallwitz           | 01.01.2009 | 566,73        |
| Zeddenick          | 01.01.2009 | 603,53        |

| Ehemalige Gemeinde | Datum      | Zuwachs in ha |
| ------------------ | ---------- | ------------- |
| Magdeburgerforth   | 02.07.2009 | 2526,52       |
| Reesdorf           | 02.07.2009 | 332,47        |
| Drewitz            | 01.01.2010 | 808,73        |
| Grabow             | 01.01.2010 | 3200,90       |
| Krüssau            | 01.01.2010 | 2159,81       |
| Rietzel            | 01.01.2010 | 1155,70       |
| Wüstenjerichow     | 01.01.2010 | 2142,77       |
| Schopsdorf         | 01.09.2010 | 655,09        |
| Stresow            | 01.09.2010 | 627,25        |

## Ausgliederung eines Ortes
Die Gemeinde Schopsdorf wurde am 31. August 2011 durch einen Beschluss des Landesverfassungsgerichts in Dessau-Roßlau aus der Stadt Möckern ausgegliedert.

## Eingemeindungen in selbständige Orte, die später nach Möckern eingemeindet wurden
Die Eingemeindungen fanden in der Zeit vom 20. Juli 1950 bis zum 1. Januar 1994 statt. Die Gutsbezirke wurden bereits am 17. Oktober 1928 zusammengeschlossen.
| Ehemalige Gemeinde oder Gutsbezirk | Datum      | Anmerkung                                                                         |
| ---------------------------------- | ---------- | --------------------------------------------------------------------------------- |
| Gutsbezirk Riesdorf                | 17.10.1928 | Zusammenlegung mit Gutsbezirk Klein-Lübars zur Landgemeinde Klein Lübars-Riesdorf |
| Gutsbezirk Brietzke                | 17.10.1928 | Zusammenlegung mit Gutsbezirk Kalitz zur Landgemeinde Brietzke-Kalitz             |
| Brietzke-Kalitz                    | 01.01.1974 | Eingemeindung nach Zeppernick                                                     |
| Dalchau                            | 01.01.1974 | Eingemeindung nach Zeppernick                                                     |
| Glienicke                          | 20.07.1950 | Zusammenschluss mit Groß Lübars und Klein Lübars-Riesdorf zu Lübars               |
| Groß Lübars                        | 20.07.1950 | Zusammenschluss mit Glienicke und Klein Lübars-Riesdorf zu Lübars                 |
| Isterbies                          | 01.01.1994 | Eingemeindung nach Rosian                                                         |
| Gutsbezirk Kalitz                  | 17.10.1928 | Zusammenlegung mit Gutsbezirk Brietzke zur Landgemeinde Brietzke-Kalitz           |
| Gutsbezirk Klein Lübars            | 17.10.1928 | Zusammenlegung mit Gutsbezirk Riesdorf zur Landgemeinde Klein Lübars-Riesdorf     |
| Klein Lübars-Riesdorf              | 20.07.1950 | Zusammenschluss mit Glienicke und Groß Lübars zu Lübars                           |